# Turbofolk
Turbofolk är en musikgenre med ursprung på Balkan som innebär en blandning av regionens traditionella folkmusik med popmusik med användande av elektroniska musikinstrument. Inslag av schlager, rock eller techno kan också förekomma.
Musikgenren började utveckla sig i slutet av 1970-talet i dåvarande Jugoslavien och blev populär i bredare kretsar under 1980-talet. Fram till denna tid spelades folkmusik huvudsakligen på traditionella instrument, framför allt dragspel.
Turbofolk är populärt i hela forna Jugoslavien och flera andra länder på Balkan, men har sitt främsta centrum i Serbien. Liknande musikstilar under andra namn finns i bland annat Grekland (Skiladiko), Bulgarien (Chalga), Rumänien (Manele) och Albanien (Tallava).
Begreppet turbofolk ska ha börjat användas i början av 1990-talet (efter att möjligen ha skapats redan under 1980-talet av Rambo Amadeus), i början mer i skämtsam betydelse eller som skällsord. En mer neutral beteckning på den tiden nykomponerad folkmusik.